# Henri Rang
Henri Rang (ur. 8 czerwca 1908 w Lugoju, zm. 25 grudnia 1946) – rumuński jeździec, zdobywca srebrnego medalu na Igrzyskach Olimpijskich w 1936 w Berlinie w konkurencji skoków przez przeszkody.